# Nowa Hala

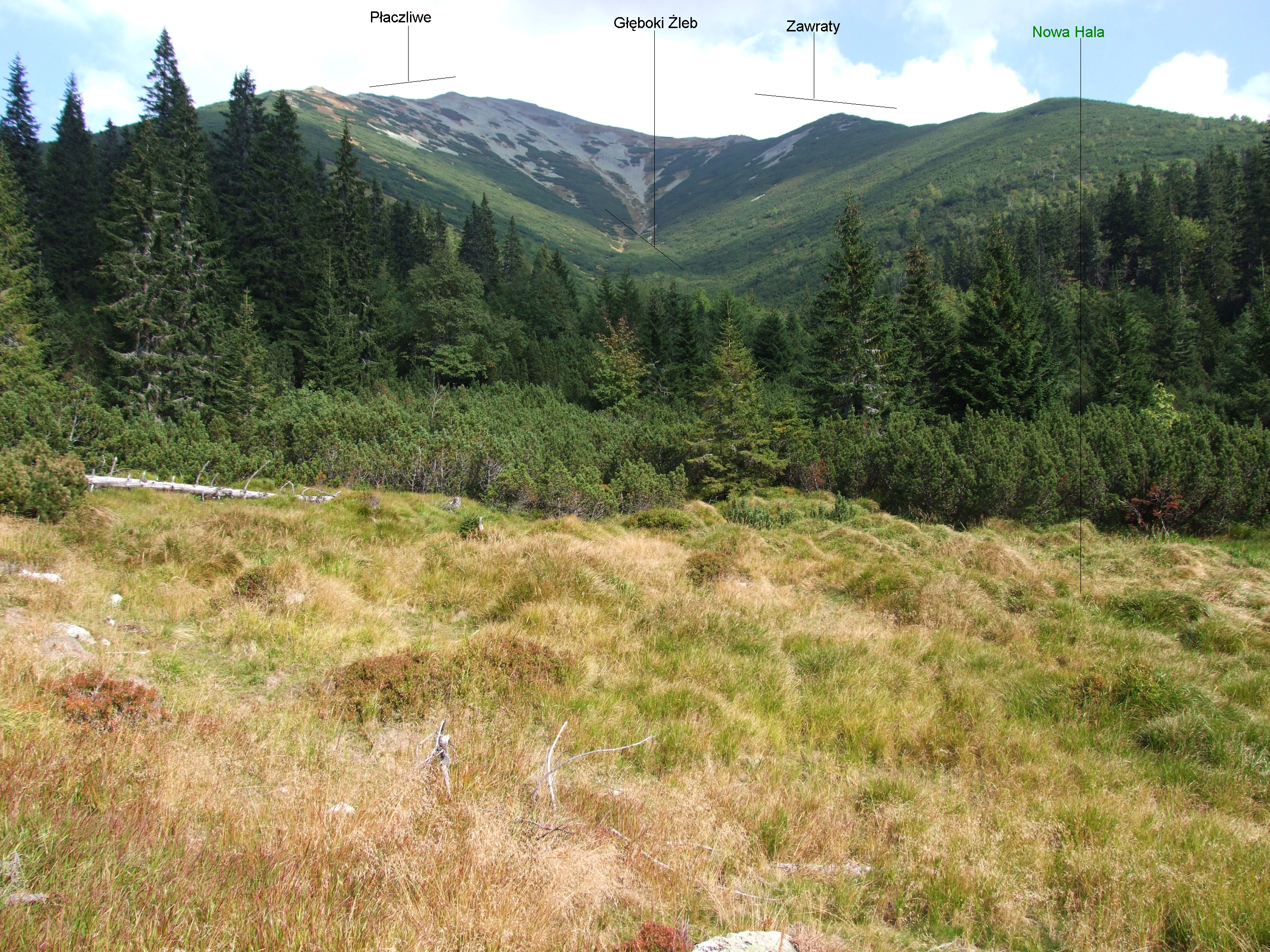
Nowa Hala i widok na Głęboki Żleb

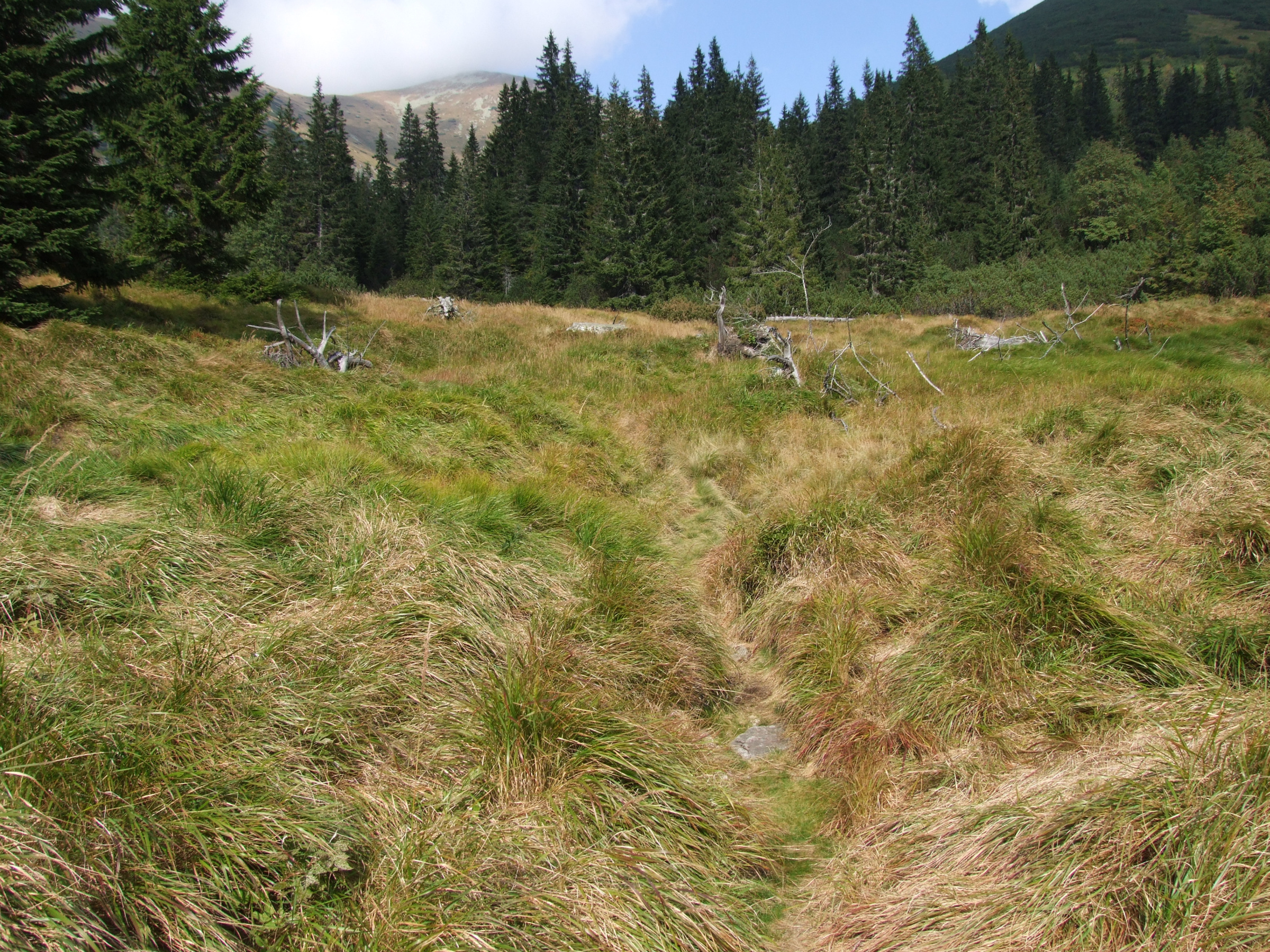
Nowa Hala i widok na Małego Salatyna

Nowa Hala lub Nowa Hola (słow. Nova Hola) – dawna polana w Dolinie Głębokiej (odnoga doliny Parzychwost) w słowackich Tatrach Zachodnich. Znajduje się na wysokości około 1400 m na upłazie na podnóżach Płaczliwego i u podnóży Głębokiego Żlebu. Wypasała tutaj miejscowość Jałowiec i dawniej stał na polanie szałas. Jak podaje Józef Nyka, w Dolinie Jałowieckiej (Dolina Głęboka jest jej odgałęzieniem 2. stopnia) „około 1925 na halach spędzało lato 1220 owiec, liczne stada źrebiąt oraz wołów, razem z którymi pasły się również konie”. Z polany widok na otoczenie Doliny Głębokiej i doliny Parzychwost. Przez polanę prowadzi szlak turystyczny, jednak ruch turystyczny jest tutaj znikomy. Po zniesieniu wypasu polana już niemal całkowicie zarosła lasem. Na polskiej mapie jest zaznaczona już jako polana zarośnięta.

## Szlaki turystyczne
– zielony: Praszywe – Nowa Hala – Pośrednia Salatyńska Przełęcz. Czas przejścia: 3 h, ↓ 2:20 h